# Энгеной (тайп)
Энгеной (чечен. Энганой) — один из многочисленных чеченских тайпов. Входит в тукхум Нохчмахкахой. У тайпа есть своя гора Энганойн-лам, расположенная в Ножай-Юртовском районе Чеченской Республики. Родовымы центрами тайпа считаются селения Энгеной, Даттах и Чечель-Хи.

## Расселение
Представители тайпа энгеной широко расселены на плоскости Чечни. Чеченский исследователь-краевед, педагог и народный поэт А. С. Сулейманов, зафиксировал представителей тайпа в следующих населённых пунктах: Бердакел, Сержень-Юрт, Шали, Аргун, Галайты, Энгель-Юрт, Гудермес, Кади-Юрт, Братское, Гвардейское, Бено-Юрт, Знаменское, Верхний Наур, Надтеречное, Мекен-Юрт, Минеральный, Кень-Юрт, Толстой-Юрт, Терское, Гребенская, Старогладковская, Дубовская. В 1989 году после разрушительного оползневого явления в селе Энгеной Ножай-Юртовского района ЧИАССР, в Гудермесском районе образовано село Новый Энгеной. В настоящее время население села составляет 3550 человек, площадь составляет 177 га.

## Топонимы
А. С. Сулейманов в своей книге «Топонимия Чечни» отметил следующие микротопонимы связанные с названием тайпа: на северо-востоке села Сержень-Юрт существует урочище, под названием Энганойн мохк (Энганой мохк) «Земля энгенойцев». Также он сообщает о существование неподалёку от Ишхой-Юрта канала Энганойн татол (Энганойн татол) «Энганойцев (оросительный) канал». Которое проходит по северо-западной стороне села, по его утверждению канал проложен жителями селения Энгеной ещё в XIX веке.

## Предание
А. С. Сулейманов сообщает, о том, что по преданиям, чеченские тайпы айткаллинцы, энганойцы и сесанойцы считаются потомками трех братьев, предание не подтвердилось, Энгеной не родствен к Айткхаллой и Сесаной.